# Vår Herre tar semester
Vår Herre tar semester är en svensk film från 1947 med regi och manus av Peter Winner. I rollerna ses bland andra Curt Masreliez, Barbro Ribbing och Rune Halvarsson.

## Om filmen
Inspelningen ägde rum 1947 Nordisk Films ateljé i Valby i Danmark med Annelise Reenberg som fotograf. Den premiärvisades 31 mars samma år på biograf Royal i Eskilstuna och är 82 minuter lång.

## Handling
Mr. Schwartz och Mr. White ser ut som vanliga människor men är egentligen övernaturliga. Schwartz är utsänd av Djävulen för att sprida ondska bland människorna och White av Gud för att sprida godhet.

## Rollista
- Curt Masreliez – Per Olof Johansson, skulptör
- Barbro Ribbing – fröken Margit Johansson, sekreterare, senare Per Olofs hustru
- Rune Halvarsson – Bengt, journalist, Per Olofs vän
- Torsten Winge – Mr. Schwartz, Den Ondes utsände
- Ib Schønberg – Mr. White, Vår Herres utsände
- Teeri Stenhammar – Gun, Bengts fästmö
- Viveca Serlachius	– Inga-Lisa, Margits arbetskamrat
- Lolita Russell Jones – Karin, Margits arbetskamrat
- Ulla Norgren – Lizzie, modell

Ej krediterade
- Gustaf Torrestad – affärsbiträde
- Folke Hamrin – vigselförrättaren
- Åke Brodin – direktör

### Fotnoter
1. 1 2 3  ”Vår Herre tar semester”. Svensk Filmdatabas. http://sfi.se/sv/svensk-filmdatabas/Item/?itemid=4198&type=MOVIE&iv=Basic&ref=/templates/SwedishFilmSearchResult.aspx?id%3d1225%26epslanguage%3dsv%26searchword%3dV%C3%A5r+Herre+tar+semester%26type%3dMovieTitle%26match%3dBegin%26page%3d1%26prom%3dFalse. Läst 17 april 2013.